# 44기 국수전
44기 국수전은 한국기원 소속 전문기사들이 참가하여 동아일보가 주최하는 국내 바둑 기전이다. 도전5번기 에서는 도전자 조훈현 九단이 국수 루이나이웨이 九단을 3대 0으로 완봉승하며 우승하며 1년만에 국수 탈환하며 통산 16회 우승을 차지했다.

## 대국 결과
| 대진               | 연도   | 대국일자  | 승자        | 패자              | 결과             | 기보 |
| ------------------ | ------ | --------- | ----------- | ----------------- | ---------------- | ---- |
| 승자 준준결승      | 2000년 | 6월 19일  | 양건 五단   | 김승준 七단       | 283수 흑 2집반승 |      |
| 승자 준준결승      | 2000년 | 7월 11일  | 이창호 九단 | 김수장 六단       | 110수 백 불계승  |      |
| 승자 준준결승      | 2000년 | 7월 14일  | 최철한 九단 | 윤성현 九단       | 187수 흑 불계승  |      |
| 승자 준준결승      | 2000년 | 7월 24일  | 백대현 四단 | 조훈현 九단       | 175수 흑 불계승  |      |
| 패자 1회전         | 2000년 | 9월 4일   | 김승준 七단 | 김수장 九단       | 167수 흑 불계승  |      |
| 패자 1회전         | 2000년 | 9월 7일   | 조훈현 九단 | 윤성현 七단       | 239수 흑 불계승  |      |
| 승자 준결승        | 2000년 | 9월 29일  | 백대현 四단 | 양건 五단         | 234수 흑 8집반승 |      |
| 승자 준결승        | 2000년 | 10월 13일 | 이창호 九단 | 최철한 三단       | 126수 백 불계승  |      |
| 패자 2회전         | 2000년 | 11월 3일  | 조훈현 九단 | 양건 五단         | 176수 백 반칙승  |      |
| 패자 2회전         | 2000년 | 11월 10일 | 김승준 七단 | 최철한 三단       | 147수 흑 불계승  |      |
| 승자 결승          | 2000년 | 12월 22일 | 이창호 九단 | 백대현 四단       | 131수 흑 불계승  |      |
| 패자 준결승        | 2000년 | 12월 22일 | 조훈현 九단 | 김승준 七단       | 124수 백 불계승  |      |
| 패자 결승          | 2000년 | 1월 5일   | 조훈현 九단 | 백대현 四단       | 191수 흑 불계승  |      |
| 도전자결정전 제1국 | 2000년 | 1월 5일   | 조훈현 九단 | 이창호 九단       | 138수 백 불계승  |      |
| 도전자결정전 제2국 | 2000년 | 1월 19일  | 이창호 九단 | 조훈현 九단       | 240수 백 3집반승 |      |
| 도전자결정전 제3국 | 2000년 | 2월 2일   | 조훈현 九단 | 이창호 九단       | 181수 흑 불계승  |      |
| 도전자결정전 제1국 | 2000년 | 2월 20일  | 조훈현 九단 | 루이나이웨이 九단 | 198수 백 불계승  |      |
| 도전 2국           | 2000년 | 3월 6일   | 조훈현 九단 | 루이나이웨이 九단 | 318수 흑 4집반승 |      |
| 도전 3국           | 2000년 | 4월 7일   | 조훈현 九단 | 루이나이웨이 九단 | 246수 백 불계승  |      |
| 도전 4국           | 2000년 | 월 일     |             |                   |                  |      |
| 도전 5국           | 2000년 | 월 일     |             |                   |                  |      |